# Semolič
Semolič je priimek več znanih Slovencev:
- Dušan Semolič (*1947), pravnik, politik, sindikalist
- Emil Semolič (1901—1973), društveni delavec v Argentini
- Livio Semolič (*1961), šolnik, zamejski javni in kulturni delavec
- Marij Semolič (1916—1973), častnik, vojaški pilot in letalski as
- Mirjam Semolič Sore, kiparka
- Peter Semolič (*1967), pesnik in prevajalec